# Chi Bụt mọc
Chi Bụt mọc (danh pháp khoa học: Taxodium) là một chi của 1-3 loài (phụ thuộc vào quan điểm phân loại) cây lá kim chịu ngập lụt tốt trong họ Hoàng đàn (Cupressaceae). Trong phạm vi họ Hoàng đàn, chi Taxodium có quan hệ họ hàng gần gũi nhất với thủy tùng (Glyptostrobus pensilis) và liễu sam (Cryptomeria japonica).
Các loài trong chi Taxodium có ở miền nam Bắc Mỹ và là cây lá sớm rụng ở khu vực phía bắc nhưng lại là cây bán thường xanh tới thường xanh ở phần phía nam. Chúng là các cây gỗ lớn, cao tới 30–45 m và đường kính thân cây đạt tới 2–3 m (có cây tới 11 m). Các lá hình kim, dài 0,5–2 cm mọc thành vòng xoắn trên cành, xoắn tại phần gốc lá tạo ra cảm giác chúng mọc thành hai hàng phẳng trên mỗi bên của cành. Quả nón hình cầu, đường kính 2-3,5 cm, với 10-25 vảy, mỗi vảy chứa 1-2 hạt; chúng thuần thục sinh học sau 7-9 tháng kể từ khi thụ phấn, và khi đó chúng rã ra để giải phóng hạt. Nón đực (chứa phấn hoa) mọc thành cành rủ xuống và phát tán phấn hoa vào đầu mùa xuân.

## Các loài
Trong bài này, ba loài trong chi Taxodium được coi là riêng biệt, mặc dù một số nhà thực vật học chỉ coi chi này chứa 1 hoặc 2 loài, với (các) loài còn lại được coi như là các thứ (varieta) của loài đầu tiên được miêu tả ở đây. Cả ba loài này là khác biệt về mặt sinh thái học, chúng sinh sống trong các môi trường khác nhau, nhưng dễ dàng lai ghép khi gặp nhau.
- Taxodium distichum - Bụt mọc

Loài phổ biến nhất trong chi là bụt mọc, sinh sống chủ yếu ở đông nam Hoa Kỳ, từ Delaware tới Texas và trong đất liền tới sông Mississippi và miền nam Indiana. Loài này chủ yếu sinh sống dọc theo các con sông với đất giàu phù sa do ngập lụt.
- Taxodium ascendens - Bụt mọc ao

Bụt mọc ao cũng sinh sống trong khu vực cùng với bụt mọc, nhưng chỉ có ở khu vực đồng bằng ven biển phía đông nam, từ Bắc Carolina tới Louisiana. Nó xuất hiện trong các sông nước đen chảy chậm, ao hồ và đầm lầy mà không có các trầm tích ngập lụt giàu phù sa.
- Taxodium mucronatum - Bụt mọc Montezuma

Bụt mọc Montezuma có từ khu vực Rio Grande về phía nam tới các cao nguyên ở miền nam México, và khác với hai loài nói trên ở chỗ nó là thường xanh. Một cây tại Santa Maria del Tule ở bang Oaxaca, với tên gọi Árbol del Tule, cao 43 m và có đường kính thân cây lớn nhất trong số các cây gỗ còn sinh tồn (11,42 m). Các cây trong loài này mọc ven sông (sinh sống ven hai bờ sông suối), chứ không phải các đầm lầy như bụt mọc và bụt mọc ao.

## Sử dụng
Các loài bụt mọc được đánh giá cao vì gỗ của chúng, trong đó phần gỗ lõi có khả năng chống chịu mối mọt rất cao, với ngoại lệ đáng chú ý là một loài nấm ký sinh (Stereum taxodii), làm cho một số cây bị thương tổn trở thành rỗng ruột và vì thế không cung cấp gỗ có giá trị. Gỗ bụt mọc đã từng được sử dụng nhiều trong thời gian trước đây tại đông nam Hoa Kỳ để làm ván ốp. Lớp vỏ thân cây được nghiền vụn của chúng được dùng làm lớp phủ bổi trong nông nghiệp, mặc dù tốc độ thu hoạch hiện tại của sản phẩm này là không xác nhận được và gây ra các tổn thất môi trường đáng kể, đặc biệt là tại khu vực miền nam Hoa Kỳ, nơi mà các ranh giới đốn hạ không được tuân thủ chặt chẽ.